# 2,4,5-Triklorfenoxiättiksyra
2,4,5-Triklorfenoxiättiksyra (2,4,5-T) är en kemisk substans som tidigare ingick i herbicider, däribland Agent Orange och Hormoslyr. Ett amerikanskt förbud mot användning av ämnet inom jordbruket utfärdades 1985 av EPA. I Sverige förbjöds ämnet 1977.
Ämnet kan ses som ett derivat av glykolsyra (hydroxiättiksyra) och även som ett klorderivat av fenoxiättiksyra.